# بوب رن
بوب رن هو لاعب هوكي الجليد كندي، ولد في 16 سبتمبر 1974 في برستون في المملكة المتحدة.

## وصلات خارجية
- بوب رن على موقع دوري الهوكي الوطني (الإنجليزية)
- بوب رن على موقع EliteProspects.com (الإنجليزية)
- بوب رن على موقع Eurohockey.com (الإنجليزية)
- بوب رن على موقع HockeyDB.com (الإنجليزية)
- بوب رن على موقع Hockey-Reference.com (الإنجليزية)